# Los Tal (Lludient)
Los Tal, erròniament anomenada l'Hostal, és una caseria abandonada i en ruïnes del terme municipal de Lludient, a la comarca de l'Alt Millars, a la zona castellanoparlant del País Valencià. Ubicada molt a prop de dos nuclis de menor importància, la Corralissa i la Casa Blanca, que, segons com, s'han considerat del seu àmbit, cap a l'any 1934 tenia uns 40 habitants. El 1940 n'eren 56 de dret i 53 de fet.
El llogaret se situa al marge oriental del barranc de Matamoros, que el separa de la Corralissa, i a tocar del límit del municipi amb el terme de Cirat. S'hi accedeix a través d'una pista, anomenada camino del Navarro, que arranca des de la carretera CV-195 en el tram entre l'Artejuela i Sucaina.